# Friedhof Nordwohlde

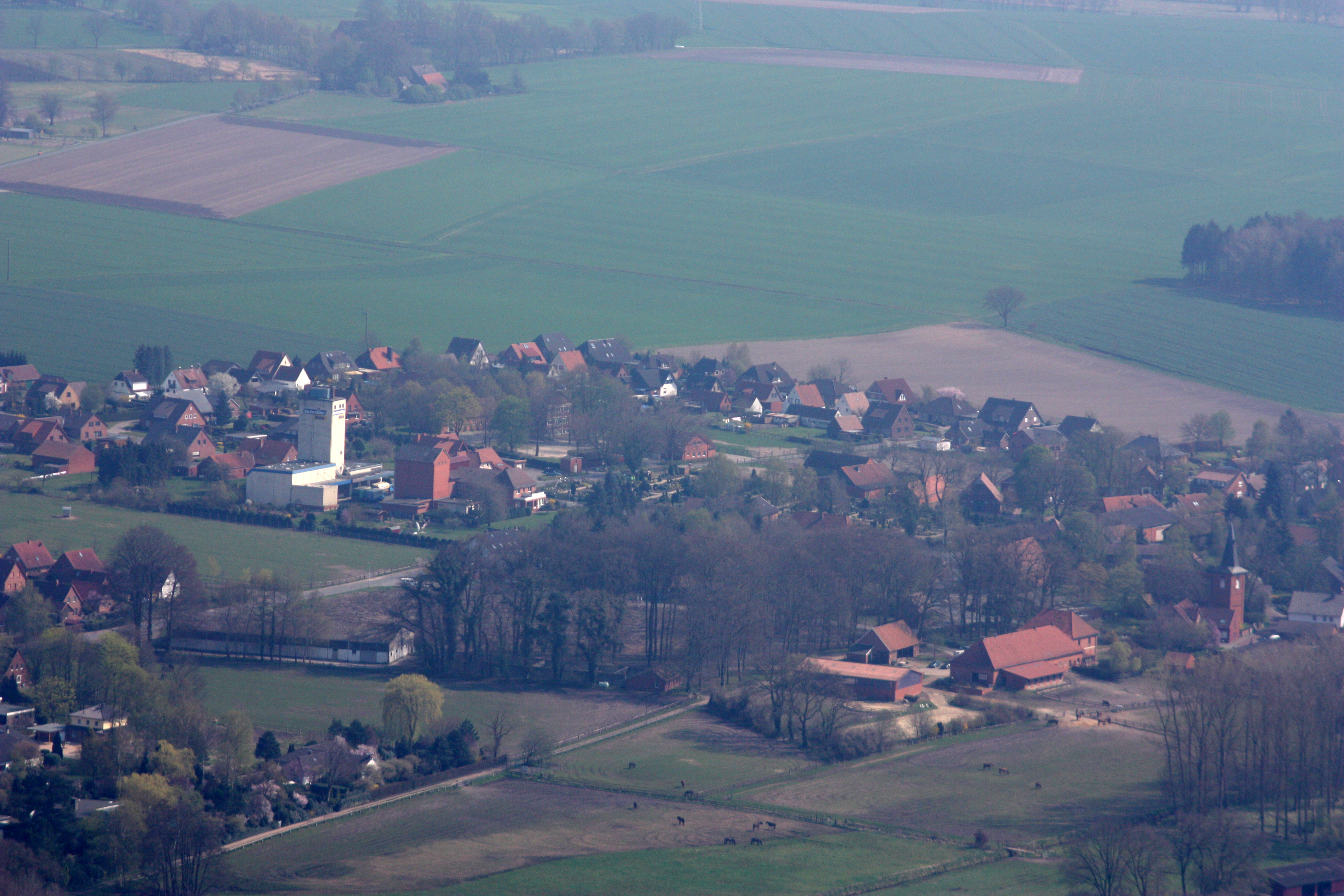
Der Friedhof in Nordwohlde, gelegen (in der Bildmitte) rechts vom hoch aufragenden weißen Turm der „Nordwohlder Mühle“ (2010)

Der Friedhof Nordwohlde liegt in Nordwohlde, einem Stadtteil von Bassum im niedersächsischen Landkreis Diepholz. Es ist der Begräbnisplatz für die Verstorbenen aus dem Kirchspiel Nordwohlde. Zu diesem Kirchspiel gehören Döhren, Fesenfeld, Gräfinghausen, Högenhausen, Kätingen, Kastendiek, Pestinghausen, Steinforth, Strühe, Stütelberg und Stühren.

## Beschreibung
Der etwa 130 Meter lange und maximal etwa 70 Meter breite Friedhof liegt nahe der Ortsmitte südöstlich unweit der Kirche. Am nördlichen Rand verläuft die Landesstraße L 340, am westlichen Rand die Straße „Herrlichkeit“ und am östlichen Rand die Straße „An der Schule“.
Auf dem Friedhof gibt es diese Grabarten (Stand 2024):
- für Särge und Urnen: Reihen-, Wahl- und Rasenreihengrabstätten
- für Urnen: Baumreihengrabstätten[2]

## Geschichte
Vorgänger-Friedhof war ein kirchlicher Friedhof, ursprünglich rund um die Kirche. Er wurde 1861 erweitert. Ein neuer kirchlicher Friedhof wurde 1873 angelegt.